# サボー・ラースロー (チェスプレイヤー)
サボー・ラースロー（Szabó László、1917年3月19日 - 1998年8月8日）は、ハンガリー出身のチェスグランドマスター。
ハンガリーの首都ブダペスト生まれ。1935年にわずか18歳ながら神聖のごとくハンガリー国内に限らず世界のチェス界に現る。1935年にはハンガリーチェス代表としてワルシャワチェス・オリンピアード(en)に出場。オリンピアード大会の観客は、彼の祖国が長く採用した固くてポジティブなアプローチに反するスタイルのチェスをする若者の才能に驚く。 若いSzabóは、以前に訓練された将来の世界チャンピオンであるMax EuweとVera Menchikを持つハンガリーのチェスの家長であるGézaMaróczyの指導の下で学んだとされる。
第二次世界大戦以前には、ヘイスティングス(en)1938/39（彼との長い関係を保持する大会）での勝利を含む数々の活躍を見せることとなる。彼は当時、外為法を扱う銀行員として働いていた。
その後、戦争の発生時に、Szabóは強制労働部隊(en)に拘束され、後に彼を戦争の捕虜としたロシア軍によって捕獲された。戦争の後、彼はチェスに戻り、多くの主要な国際イベントに参加。ボトロニク、ユーエ、スミスロフ、ナドルフ、ボレスラーフスキー、コトフを含む非常に強力なトーナメントであるグローニンゲン1946では5位に入賞。 1948年のSaltsjöbadenInterzonalで、彼はBronsteinに次いく2位になり、Hastings 1947/48、Budapest 1948、Hastings 1949/50でのトーナメントでは立て続けに優勝した。 1955年のSaltsjöbaden1952 IntertonalとGothenburg Interzonal大会では他のライバルと共に引き分けで5位に入賞。この結果は彼のチェスの対戦スタイルとそれまでの対戦成績が、輝かしいものであったことを意味しました。特に1956年にアムステルダムで開催された大会では、彼が世界チャンピョンに最も近かった大会とされている。結果、彼はBronstein、Geller、Petrosian、SpasskyとSmyslovとKeresと共に3位になる。
1960年代から1970年代にかけても、彼の対戦スタイルと強さは全く衰えることはなかった。1964年ザグレブ大会、1965年ブダペスト大会（PolugaevskyとTaimanovと共に）、1972年サラエボ大会、 1976年Hilversum大会、それら全てで優勝。そして1973/74Hastings大会ではGennady Kuzmin、Timman、Talと共に優勝を飾る。
生前計11回のオリンピックにハンガリー代表として出場し、数々のメダルと獲得。ハンガリーで20年間にわたりチェストッププレーヤーとして活躍し、世界ランキングでは世界12位まで上り詰めた。
彼の家族はクリーブランド公共図書館(en)ジョンG.ホワイトチェスとチェッカーコレクションに生前の彼の私物などを寄付。世界で最大のチェス図書館として彼の偉業と共に今も残っている。（32,568巻の本と連載、6,359巻の定期刊行物を含む）